# Alitalia
Alitalia - Compagnia Aerea Italiana S.p.A. je bivši talijanski nacionalni zračni prijevoznik. Kompanija je nastala 2009. godine kada je preuzela ime, dozvole za letenje, zrakoplove i dio imovine nakon likvidacije propalih kompanija Alitalia - Linee Aeree Italiane i Air One. Sjedište je bilo u gradu Fiumicino pokraj Rima. Iz svog glavnog središta, Međunarodne zračne luke Leonardo da Vinci - Fiuminico, sa svojom flotom od preko 100 zrakoplova letjeli su na više od 100 destinacija širom svijeta.
Alitalia je bila najveća zračna kompanija u Italiji te 19. po veličini u svijetu. Ime "Alitalia" je nastalo kao izvedenica od talijanskih riječi ali (krila) i Italia (Italija). Krajem 2013. kompanija je bila blizu bankrota, izgubili su glavne dobavljače goriva te je postojala mogućnost prizrmljenja zrakoplova od strane vlasti. Kako bi to izbjegli objavili su paket mjera za spas kompanije vrijedan 500 milijuna € koji je uključivao i ulaganje od 75 milijuna € od strane pošte koja je u državnom vlasništvu.

## Povijest
Grupa investitora je 2008. godine formirala konzorcij nazvan "Compagnia Aerea Italiana" (CAI) s namjerom da kupe propalu kompaniju Alitalia – Linee Aeree Italiane ("stara" Alitalia) te da je spoje s drugom talijanskom avio komopanijom Air One. Ponudili si iznos od 1 milijarde €1 za kupnju dijelova kompanije. Njihova ponuda je prihvaćena uz blagoslov Vlade Italije kao najvećeg dioničara propale kompanije. Profitablilna imovina stare Alitalije je prebačena u CAI 12. prosinca 2008. nakon što su platili iznos od 1.052 milijuna koji se sastojao od 427 milijuna € gotovine i preuzimanje odgovornosti za dugove u iznosu od 625 milijuna €.
U siječnju 2009. nova kompanija je započela svoje poslovanje. Vlasnici su prodali 25% udjela Air France-KLM-u za 322 milijuna €. Air France-KLM ima opciju da nakon 2013. kupi i dodatne udjele u Alitaliji.
"Nova" Alitalia je službeno nova kompanija koja je odbila podmitriti potraživanja putnika koja su oni imali prema staroj kompaniji.
U siječnju 2010. su objavili kako su u prvoj godini poslovanja prevezli 22 milijuna putnika,a godinu kasnije 25 milijuna.

## Flota
Alitalia flota se sastoji od sljedećih zrakoplova (lipanj 2014.):
* J, Y+ i Y su kodovi koji označavaju klasu sjedala u zrakoplovima, a određeni su od strane Međunarodne udruge za zračni prijevoz.

## Poslovni rezultati
ND = No Data

## Vlasnička struktura
Alitalia vlasnička struktura je sljedeća (siječanj 2014.):
| Dioničar        | Udjel  |
| --------------- | ------ |
| Intesa Sanpaolo | 20,59% |
| Poste italiane  | 19,48% |
| UniCredit       | 12,99% |
| Immsi           | 10,19  |
| Atlantia        | 7,44%  |
| Air France-KLM  | 7,08%  |
| Drugi           | 22,23% |
| Ukupno          | 100%   |